# 勒内·诺沃提尼
勒内·诺沃提尼（捷克語：René Novotný，1963年6月10日—），捷克男子花样滑冰运动员。他曾代表捷克参加世界花样滑冰锦标赛，获得一枚金牌和一枚银牌。他也参加了1992年和1994年冬季奥运会。